# I.D. Sarrieri
I.D. Sarrieri este o marcă de lenjerie intimă creată în 1992 în București, România. Situată de revista Forbes în topul mărcilor de lenjerie de lux, I.D. Sarrieri devine o prezență internațională din 2002, creațiile sale fiind vândute în peste 35 de țări din Europa, America, Asia și Australia.

## Istoric
Iulia Dobrin este creatoarea I.D. Sarrieri. 
Pornind de la ideea că "lenjeria este în primul rând un produs de modă, senzual, sofisticat și trendy, nu numai un produs funcțional", Iulia Dobrin achiziționează o fabrică cu peste 55 de ani de experiență în crearea lenjeriei și înființează I.D. Sarrieri, o marcă recunoscută pentru delicatețea și eleganța designului. Colecțiile I.D. Sarrieri sunt feminine, design-ul este rafinat, modelele sunt originale, din materiale prețioase. Inspirația vine din piesele de lenjerie vintage, din trendurile exclusiviste de haute-couture și pret-a-porter. Corsete speciale, forme noi de sutiene triunghi sau push-up, portjartiere, slipi "Marilyn Monroe”, design-ul I.D. Sarrieri este intotdeuna high-fashion. 
I.D. Sarrieri a fost printre primele mărci de lenjerie care a lucrat cu dantelă Chantilly, o dantelă aproape legendară, produsă de peste 100 de ani în Franța. Dantela Chantilly este artizanal și printre țesăturile haute couture cel mai greu de prelucrat. Corsetele, sutienele și body-urile I.D. Sarrieri din dantelă au câștigat pariul calității și sunt renumite pentru finisajele și detaliile impecabile. Un alt atuu al casei I.D. Sarrieri, care face ca piesele sale de lenjerie să fie căutate la scară internațională, sunt elementele Swarovski cristalizate.

## Prezența internațională
Importanța acordată detaliilor “hand made”, modelele originale, materialele din Franța și Italia, calitatea produselor sunt elementele care au transformat o fabrică din București, cu o vechime de 55 de ani în domeniul lenjeriei, în I.D. Sarrieri, unul dintre cele mai la modă mărci de lenjerie din lume.
Creațiile I.D. Sarrieri sunt prezente în peste 35 de țări din lume, colecțiile se vând în cele mai fine boutique-uri de lenjerie și department store-uri ca Henri Bendel, Neiman Marcus, Saks Fifth Avenue, Printemps, Selfridges, 10 Corso Como, Breuninger, Takashimaya Ginza și pe cele mai celebre bulevarde de cumpărături din lume, Faubourg Saint-Honore, Bond Street, Fifth Avenue, etc.
Hollywood a confirmat că I.D. Sarrieri înseamnă mai mult decât lenjerie: I.D. Sarrieri este modă. Colecția I.D. Sarrieri – Chicago Diamonds – un mix sofisticat între mătase, dantelă Chantilly și cristale Swarovski – a apărut în unul dintre cele mai apreciate producții cinematografice despre lumea modei, “Diavolul se imbracă de la Prada”.
Faptul că vedetele de la Hollywood, printre care Britney Spears, Katie Holmes și Nicole Kidman apreciază și poartă ținutele I.D. Sarrieri, n-a făcut decât să amplifice interesul mass-media pentru marca și să ducă la recunoașterea lui internațională. 
Presa din întreaga lume a devenit interesată să prezinte povestea, succesul, imaginile I.D. Sarrieri: editoriale modă, pagini de publicitate, articole, pagini de cumpărături în cele mai notabile reviste precum Vogue, Elle, Harper’s Bazaar, In Style, Numero, Jalouse, Madame Figaro, Cosmopolitan.